# Le Carré
Pour les articles homonymes, voir Carré (homonymie).
Ne doit pas être confondu avec Rue du Carré.
Le Carré est un lieu-dit situé dans le centre de la ville de Liège en Belgique. Entièrement situé dans le quartier piétonnier de Liège, il compte de nombreux commerces et de nombreux bars fréquentés essentiellement par les étudiants. 

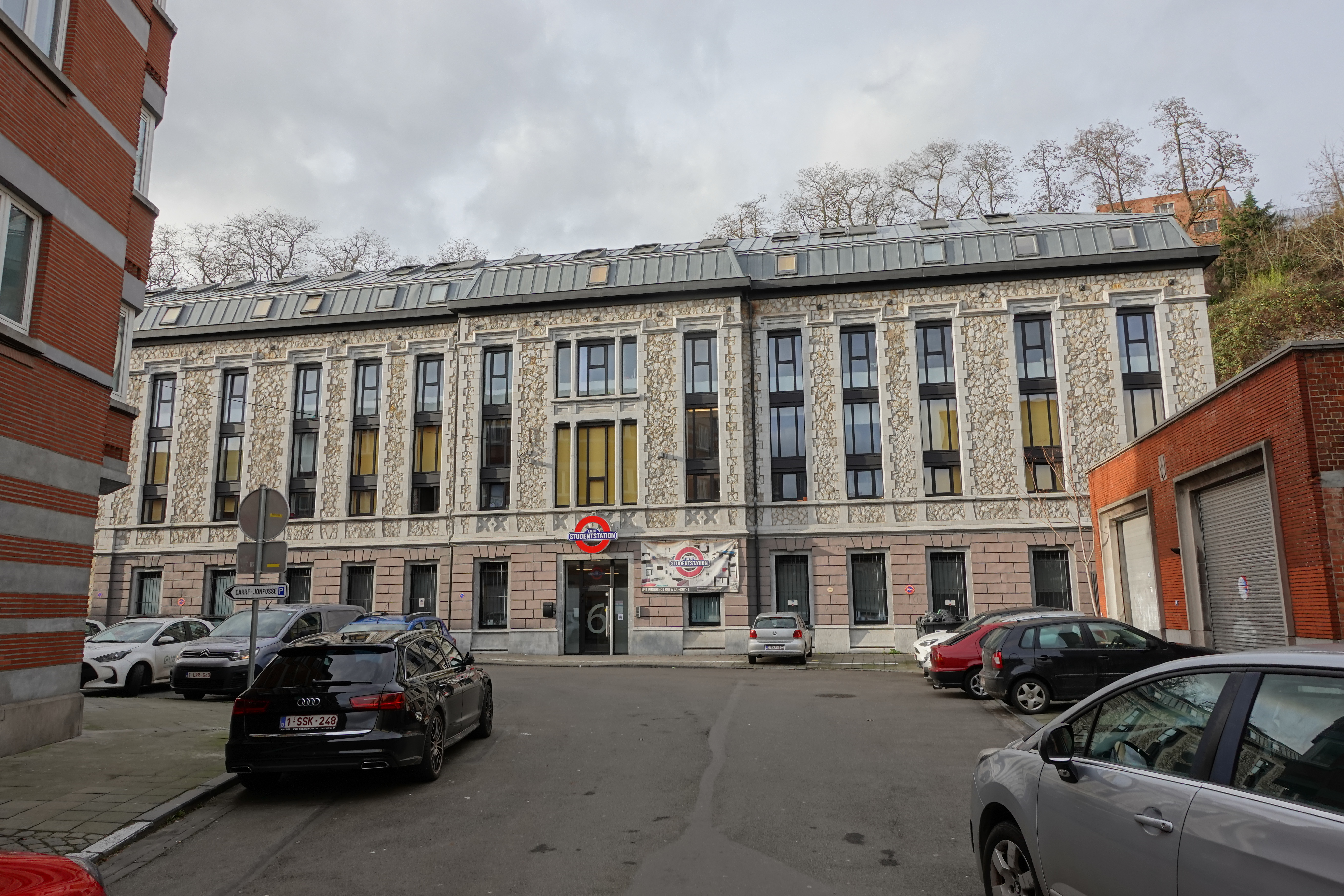
L'ancienne gare de Liège-Carré
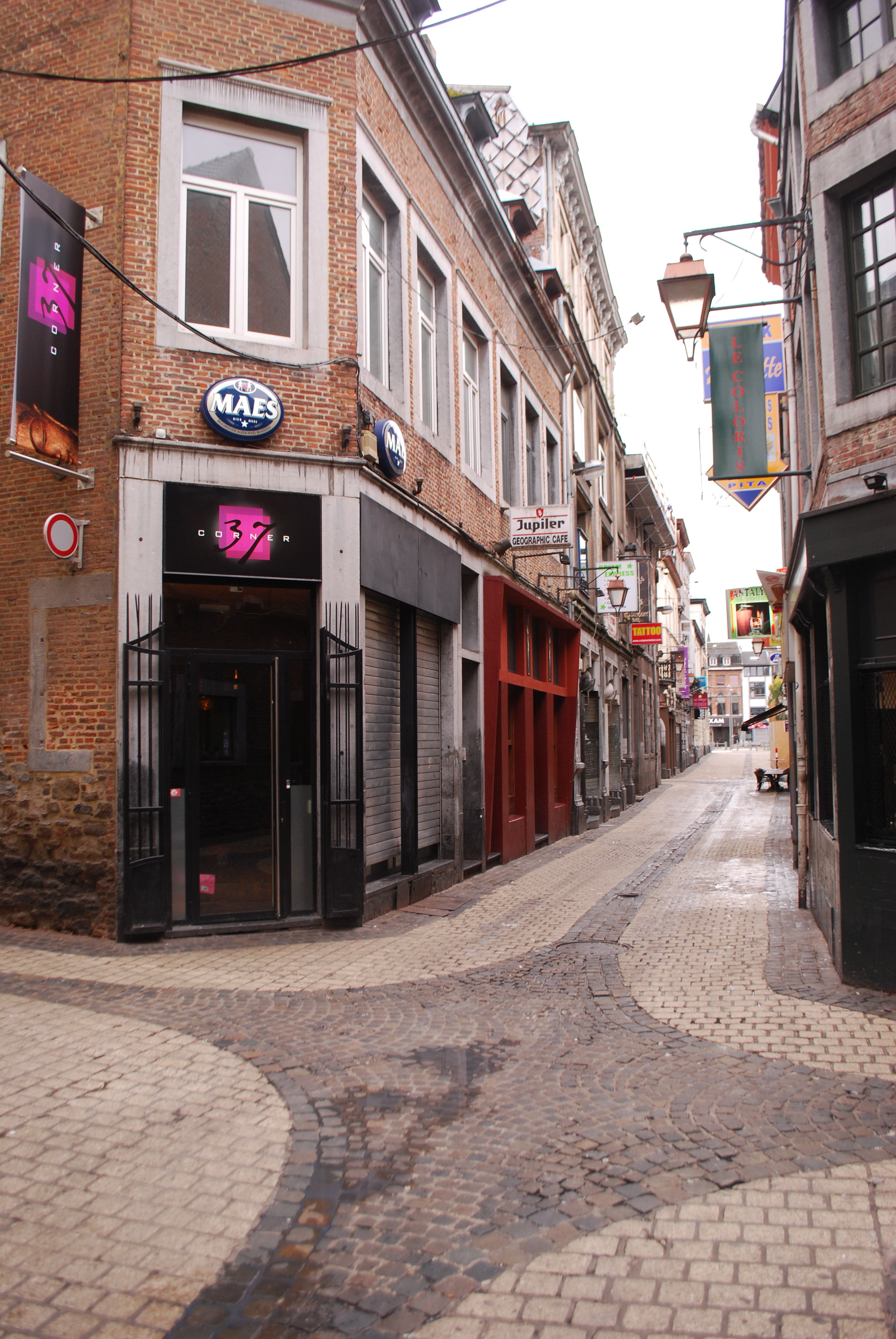
Croisement Pot d'Or, Amay et St-Jean

## Situation
Le Carré est limité par le boulevard de la Sauvenière à l'ouest, la rue de la Casquette au nord devenue piétonne le 12 décembre 2014, la rue du Mouton Blanc à l'est et la rue Pont d'Avroy au sud. Il fait partie du quartier administratif du centre. Dans l'ancienne principauté de Liège, il faisait partie du quartier de l'Isle (un des trois anciens vinåves (« quartiers ») de la Cité de Liège).
La rue du Pot d'Or est une médiane du Carré. Elle est coupée à angles droits par les rues des Célestines, Tête de-Bœuf, d'Amay et Saint-Jean-en-Isle, ces ruelles totalement piétonnières qui font du carré un quartier à part.
Devant son nom à son agencement classique, le quartier est cependant l'un des plus anciens de Liège. L'ancienne poste (ancien établissement « Au Seigneur d'Amay ») rue d'Amay, fut l'un des premiers construits après le sac de Charles le Téméraire en 1468.

## Histoire
L'historien Gaston Marinx écrit : « L'expression « faire le carré » ou « aller dans le Carré » est typiquement liégeoise ». Elle signifie : « se promener dans quatre rues qui forment le carré ». Mais en réalité, de 1840 à 1905, le Carré ne représentait pas les mêmes rues que celles connues aujourd'hui. Le Carré avait alors comme médianes le Passage Lemonnier construit en 1838 et la rue Lulay-des-Fèbvres et comme côtés les rues Vinâve d'Île, Pont d'Île, de l'Université et de la Cathédrale.

## Description
Le Carré est connu pour son animation s'étalant pratiquement 365 jours par an et 24 heures par jour. Les dizaines de cafés, restaurants, cinémas et salles de spectacle (telle que le Forum), alliés avec l'aspect estudiantin de la ville, assurent au quartier une présence quasi permanente de visiteurs.
Actuellement, le Carré est théâtre de nombreux événements tels que la Saint-Torê, les 100 jours des rhétos, les baptêmes estudiantins, le 15 août, la Saint-Nicolas des étudiants et les grands rassemblements de la jeunesse liégeoise le jeudi, vendredi et samedi soir.

## Rues du Carré
- Rue de la Casquette
- Boulevard de la Sauvenière
- Rue des Célestines
- Rue Saint-Jean-en-Isle
- Rue Saint-Adalbert
- Rue du Pot d'Or
- Rue Tête-de-Bœuf
- Rue d'Amay
- Rue du Mouton Blanc
- Rue Pont d'Avroy